# Sophie Reade
Sophie Victoria Reade (Nantwich, 18 maggio 1989) è una modella britannica.

## Carriera
Inizia la sua carriera come modella, partecipando a manifestazioni motociclistiche e posando per alcuni servizi fotografici di riviste britanniche. All'età di 18 anni, posa senza veli per la Page Three di un magazine maschile, riscuotendo un discreto successo.
Nel 2009 partecipa all'edizione inglese del Grande Fratello, risultandone la vincitrice con il 74,4% delle preferenze del pubblico, rispettando le previsioni dei bookmakers d'oltremanica. Durante la permanenza nella casa, balza agli onori della cronaca rosa grazie alle sue caratteristiche fisiche e alla relazione con Kris, un coinquilino conosciuto nel reality.
Dopo il successo ottenuto con la vittoria al Big Brother 2009, nel 2010 ha pubblicato il suo primo calendario sexy e ha iniziato a comparire in topless nei magazine britannici come Playboy e, in particolar modo, su Nuts, diventando una delle principali cover girls della rivista.
Ha posato nuovamente nuda per i calendari degli anni 2011, 2012 e 2013.